# Blochingen
Blochingen ist ein Teilort der Stadt Mengen mit 902 Einwohnern (Stand: 20. Dezember 2010) im baden-württembergischen Landkreis Sigmaringen in Deutschland.

## Geographie

### Lage
Blochingen liegt am linken Donauufer unweit des Zusammenflusses von Ablach und Donau am Fuße der Schwäbischen Alb, rund zwei Kilometer nördlich der Mengener Stadtmitte, auf einer Höhe zwischen 550 und 633 m ü. NN.
Durch den Ort fließt der der von Heudorf herkommende Blochinger Mühlbach. In den renaturierten Donauauen haben sich in den letzten Jahren wieder Biber angesiedelt. Die Gemarkungsfläche umfasst rund 755 Hektar (Stand: 23. Dezember 2010).

### Schutzgebiete
Im Norden befindet sich das Naturschutzgebiet Blochinger Ried und das Landschaftsschutzgebiet Mühlbachtal, beides Feuchtgebiete mit typischer Fauna und Flora. Im Osten liegt das Landschaftsschutzgebiet Binshalde, ein Südhang, der mit bis über 70 m Höhenunterschied direkt zur Donau abfällt.
Das Naturschutzgebiet Blochinger Sandwinkel ist als europäisches Pilotprojekt von internationalem Interesse als Donaurenaturierungsgebiet. 1992 begannen die Arbeiten und nach über zweijähriger Bauzeit wurden hier rund 120.000 m³ Boden und Kies abgefahren, um zwei Flussarme mit darin liegenden Inseln zu schaffen. Das Gebiet wird der natürlichen Sukzession überlassen. Am spektakulärsten ist bisher die selbständige Ansiedlung von Bibern.

## Geschichte
Die Endung „-ingen“ weist Blochingen eine alemannische Herkunft zu. Jedoch ist durch Grabfunde im Ort wie das Griffzungenschwert und Urnengräberbeigaben eine Besiedlung schon zum Ende der Bronzezeit (1200 bis 800 v. Chr.) durch die Kelten belegt.
Urkundlich ist Blochingen erstmals im Jahre 1231 genannt. Bis 1282 unterstand Blochingen den Grafen von Veringen-Nellenburg. In einer Abschrift des Kaufbriefs vom 19. Mai 1282 in den Kopialbüchern der Landgrafschaft Nellenburg von 1758, wird vom Verkauf der Grafschaft Diengau (Diengoweu) und Ergau (Erregou) mit Blochingen durch den Grafen Mangold von Nellenburg an König Rudolf von Habsburg beurkundet. Blochingen war fortan Bestandteil der Herrschaft Scheer und habsburgischen Besitz. 1314 verpfändete Habsburg die Herrschaft an Graf Wilhelm von Montfort (den Reichen). Mit der Vereinigung der Grafschaft Friedberg mit der Herrschaft Scheer im Jahr 1369 war Blochingen Teil der Grafschaft Friedberg-Scheer.

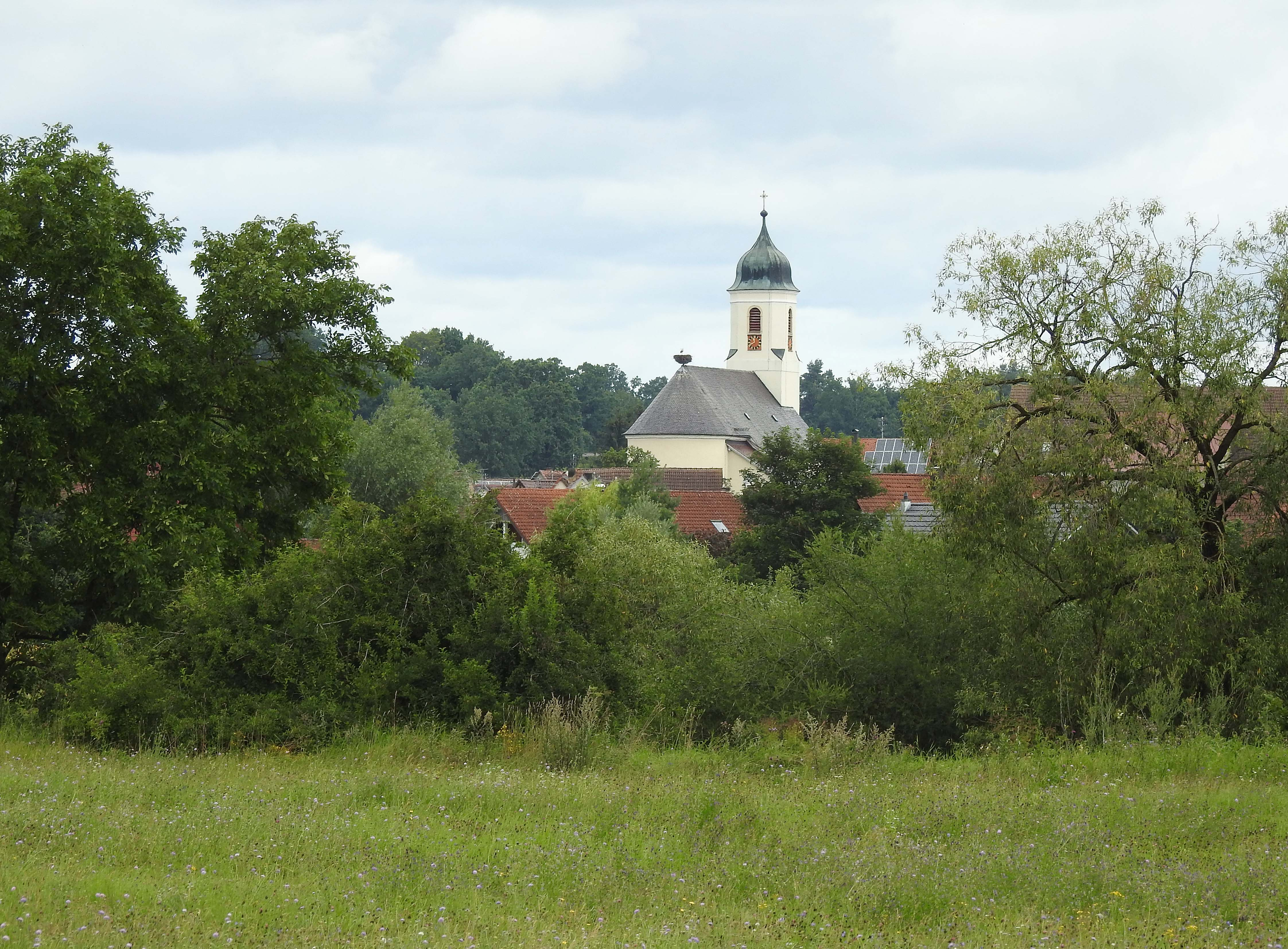
Blochingen mit der Pfarrkirche St. Pelagius von Süden

Blochingen kam 1447 unter Herzog Albrecht von Österreich als Pfandschaft an Hans vom Stein von Ronsberg. Am 20. April 1452 überließ Herzog Sigmund von Österreich wieder an Truchsess Eberhard von Waldburg als Pfandschaft, drei Tage später mit Urkunde vom 23. April 1452 als Eigen. 1456 räumte der Pfandinhaber, Ritter Berthold vom Stein, die Grafschaft.
Mit dem Erlöschen der Linie Waldburg-Scheer mit dem Tod Leopold Augustus am 1. Oktober 1764 war die Grafschaft Friedberg-Scheer kam es im sogenannten Scheerer Rezess vom 23. Oktober 1764 zum Vertrag über Verkauf der Grafschaft an die Fürsten von Thurn und Taxis vom 22. Oktober 1785. 1806 fielen die Hoheitsrechte über die Grafschaft Friedberg-Scheer und somit Blochingen mit dem Preßburger Friedensvertrag an das Königreich Württemberg. Thurn und Taxis blieb Standesherrschaft; in Scheer blieben ein Pratrimonialamt und ein Rentamt bestehen. Blochingen gehört ab der Gebietsreform 1813 zum württembergischen Oberamt Saulgau.
Am 18. Mai 1816 schwoll infolge schwerer Regenfällen der Blochinger Mühlbach so sehr an, dass er das Rathaus, das Schulhaus und vier Privathäuser fortriss und vier Menschen starben. Das als „Blochinger Sintflut“ bekannt gewordene Ereignis wurde in der Blochinger Narrenfigur der Wassermänner und Bloigeweible thematisiert.
Blochingen war nach der Umbenennung des Oberamts Saulgau im Jahr 1934 Teil des Kreises Saulgau. Seit 1938 war Blochingen selbstständige Gemeinde des neu gebildeten Landkreises Saulgau. Im Zuge der Kreisreform Baden-Württemberg 1973 wurde dieser zum 1. Januar 1973 aufgelöst und Blochingen wurde dem ehemals preußischen Landkreis Sigmaringen zugeschlagen. Am 1. Januar 1975 erfolgte die Eingemeindung nach Mengen.

## Politik

### Wappen
Das Wappen der ehemals selbständigen Gemeinde Blochingen zeigt in Silber über einem erniedrigten blauen Wellenbalken eine nach oben geöffnete blaue Tucherschere.

## Kultur und Sehenswürdigkeiten

### Bauwerke
- Die katholische Pfarrkirche St. Pelagius wurde 1820, das Pfarrhaus 1772 neugebaut. Im Innenraum der Kirche befinden sich Skulpturen aus dem 15. Jahrhundert und eine von Franz Joseph Christian (1739–1798) stammende spätbarocke St. Josefsfigur.
- Des Weiteren gibt es noch die St.-Verena-Kapelle, auf der Höhe gegen Beuren, und die Schächer-Kapelle, gegen Scheer.
- In Blochingen steht die Windkraftanlage Vestas V52-850 kW. Sie hat einen Rotordurchmesser von 52 m, und eine Nennleistung von 600 kW. Die Windkraftanlage wurde 2002 erbaut.[5]

## Anmerkung
1. ↑  Gemarkungsfläche 7.548.672 m²